# اتودسک رویت
اتودسک رویت (به انگلیسی: Autodesk Revit) نرم‌افزار مدل‌سازی اطلاعات ساختمان است که برای استفادهٔ مهندسان معمار، عمران و تأسیسات کاربرد دارد و برای مدل‌سازی سه‌بعدی و ترسیم جزئیات ساختمانی استفاده می‌شود.
این برنامه به کاربران توان طراحی ساختمان و سازه و مولفه‌های آن به صورت سه بعدی، یادداشت و علامت‌گذاری با عناصر دوبعدی و دسترسی اطلاعات ساختمانی از پایگاه داده‌های مدل ساختمان برتر را می‌دهد.
رویت قادر به گردآوری اطلاعات و مدل‌سازی ساختمان به گونه‌ای ۴ بعدی (قابلیت مدیریت مالی و هزینه تولید و مصرف بر پایه زمان علاوه بر ترسیم سه بعدی را ۴D BIM می‌نامند) با ابزاری برای طرح‌ریزی و ردیابی طبقات مختلف در شیوه زندگی ساختمان، از مفهوم تا ساخت و ویرانی پس از آن است.
رقیب اصلی نرم‌افزار رویت در بازار تکلا استراکچرز و آرشیتکچرال دسکتاپ می‌باشد.

## خصوصیات

محیط نرم‌افزار Revit

محیط نرم‌افزار Revit

این نرم‌افزار دارای سه نسخهٔ معماری، عمران و تأسیسات است که بر روی سیستم عامل ویندوز اجرا می‌شوند و با استفاده از افزونهٔ BootCamp بر روی سیستم عامل مک نیز نصب خواهد شد. این برنامه فقط روی پردازشگرهای ۶۴ بیت اجرا می‌شود. چند ویژگی مهم این نرم‌افزار به شرح زیر است:
1. سادگی و سرعت یادگیری آن
2. افزایش سرعت و دقت ترسیم و همچنین تغییر نقشه‌ها
3. ترسیم هم‌زمان ۲ بعدی و ۳ بعدی نقشه‌های ساختمان
4. تبدیل سریع نقشه‌های فاز ۱ به نقشه‌های فاز ۲
5. ارتباط هم‌زمان نقشه‌های معماری با نقشه‌های سازه و تأسیسات و اعمال هم‌زمان تغییرات بین این نقشه‌ها
6. حذف خطاهای انطباق نماها و پلان‌ها و مقاطع
7. امکان انجام مطالعات اقلیمی (نور و سایه) بر روی ساختمان
8. امکان تعریف استانداردهای ساخت در تجهیزات ساختمان
9. محاسبهٔ متره ساختمان و تغییر سریع آن در صورت تغییر نقشه‌ها
10. قابلیت ارتباطی با دیگر نرم‌افزارهای BIM از طریق IFC و نیز اتوکد، 3Dmax (ورودی و خروجی)
11. امکان طراحی حجمی و تبدیل آن به نقشه‌های اجرایی

## توانایی‌های رویت
مجموعه نرم‌افزارهای Autodesk Revit (اتودسک رویت)، ابزاری قدرتمند برای مدل‌سازی سه‌بعدی و ترسیم جزییات ساختمانی است.
این نرم‌افزار از قدرت بالایی در خلق طرح‌های متنوع و پیچیدهٔ مهندسی برخوردار است. ازاین‌رو نام آن از ریشهٔ Revitalization به معنای حیات‌بخش و زندگی‌آفرین گرفته شده‌است.
این نرم افزار این دسترسی را می‌دهد که بطور همزمان تاسیسات برق، گاز، آب ودیگر اجزا را بصورت سه بعدی مدل کند.[2]
این نرم‌افزار که محصول شرکت Autodesk است، جزو نرم‌افزارهای BIM (مدل‌سازی اطلاعات ساختمان) دسته‌بندی می‌شود.
اگر نمی‌دانید bim چیست باید بگوییم آینده مهندسی عمران و معماری است پس اگر دانشجو یا دانش‌آموخته این رشته‌ها هستید آموزش رویت را جدی بگیرید

## تاریخچه نسخه ها[۱]
نام این شرکت در ژانویه سال ۲۰۰۰ به Revit Technology Corporation تغییر یافت و Revit 1 در پنجم آوریل سال ۲۰۰۰ عرضه شد.
این نرم‌افزار به سرعت پیشرفت کرد و ورژن‌های ۲، ۳، ۳٫۱، ۴ و ۴٫۱ به ترتیب در آگوست ۲۰۰۰، اکتبر ۲۰۰۰، فوریه ۲۰۰۱، نوامبر ۲۰۰۱ و ژانویه ۲۰۰۲ عرضه شدند.
نرم‌افزار رویت در ابتدا تنها به صورت اجاره ماهانه عرضه می‌شد و امکان خرید آن وجود نداشت.
فرایند مجوزدهی توسط یک فرایند کاملاً خودکار کنترل می‌شد که در آن زمان یک نوآوری محسوب می‌شد، زیرا برای خرید دیگر نرم‌افزارهای طراحی، نیاز به دخالت انسان و انتقال دستی کدهای اعتباری بود.
شرکت Autodesk که به خاطر محصولات AutoCAD خود معروف است، در سال ۲۰۰۲ شرکت Revit Technology Corporation را به مبلغ ۱۳۳ میلیون دلار خریداری کرد.
این خرید باعث شد تحقیق، توسعه و بهبود بیشتر نرم‌افزار راحت تر صورت گیرد.
شرکت اتودسک از سال ۲۰۰۴ به بعد چندین نسخه از نرم‌افزار رویت را عرضه کرده‌است.
در سال ۲۰۰۵، Revit Structure و در سال ۲۰۰۶، Revit MEP معرفی شد.
بعد از نسخه ۲۰۰۶، نام Revit Building به Revit Architecture تغییر یافت.

محیط نرم‌افزار Revit

### نام‌گذاری
این نرم‌افزار به علت قدرت بالای خلق اثر در نرم‌افزارهای مهندسی از ریشهٔ revitalization به معنای حیات‌بخش و زندگی‌آفرین و revitalize به معنای تجدید حیات و قدرت و زندگی تازه دادن، باز زنده ساختن گرفته شده‌است.اما در کلیت از نرم افزاری به نام آرشیکد ضعیف تر بوده و راه زیادی را باید طی کند تا بتواند به نرم افزار قدرتمند آرشیکد برسد.